# 나의 해리에게
《나의 해리에게》는 2024년 9월 23일부터 2024년 10월 29일까지 방영된 ENA 월화 드라마다.

## 기획의도
새로운 인격이 발현된 아나운서 ‘은호’와 구 남자친구 ‘현오’의 마음속 감춰뒀던 상처를 치유하는 행복 재생 로맨스

## 제작진

### 제작사
- 스튜디오드래곤
- 스튜디오힘
- 스튜디오한여름

### 제작
- 장경익
- 유상원
- 김선태
- 안일환
- 조상희

### 극본
- 한가람 : JTBC 월화 드라마 《날씨가 좋으면 찾아가겠어요》(집필) 집필

### 연출
- 정지현 : ( tvN 금토 미니시리즈 《쓸쓸하고 찬란하神 - 도깨비》(공동연출), tvN 주말 특별기획 드라마 《미스터 션샤인》(공동연출), tvN 수목 미니시리즈 《검색어를 입력하세요 WWW》(공동연출), SBS 금토 미니시리즈 《더 킹 : 영원의 군주》(공동연출), tvN 월화 미니시리즈 《너는 나의 봄》(연출), tvN 주말 미니시리즈 《스물다섯 스물하나》(연출), ENA & Genie 월화 미니시리즈 《마당이 있는 집》(연출) 등 연출 )

- 허석원 : ( NETFILX 오리지널 드라마 《좋아하면 울리는》(공동연출), tvN 수목 미니시리즈 《머니게임》(프로듀서), tvN 월화 미니시리즈 《반의 반》(프로듀서), tvN 단막극 《드라마 스테이지 2021 - 덕구 이즈 백》(연출), tvN 월화 미니시리즈 《너는 나의 봄》(프로듀서), tvN 주말 미니시리즈 《스물다섯 스물하나》(프로듀서), tvN 수목 미니시리즈 《이브》(공동연출), ENA & Genie 월화 미니시리즈 《마당이 있는 집》(공동연출) 등 연출 )

- 오래영 : ( 영화 《담피소》(주연), 영화 《나비고기》(감독), 영화 《보일 때까지》(각본&감독), 영화 《인디펜던스 데이 (2017년 영화)|인디펜던스 데이]]》(스크립터), 영화 《어바웃 웨딩》(제작팀), 영화 《눈치》(조연출&프로듀서), 영화 《스윙키즈》(단역 - 고정 친공 포로 역), 6부작 웹 드라마 《구해줘! 감대리》(연출), 영화 《나들이》(조감독&주연 - 주유소 직원 역), tvN 월화 미니시리즈 《너는 나의 봄》(프로듀서), 영화 《커피가 가장 맛있는 온도》(감독), 영화 《카브리올레》(조연 - 웨이터&연출부), tvN 주말 미니시리즈 《스물다섯 스물하나》(프로듀서), ENA & Genie 월화 미니시리즈 《마당이 있는 집》(프로듀서) 등 연출 )

## 등장 인물

### 주요 인물
- 신혜선 : 주은호 역 - 행복을 꿈꾸는 생계형 아나운서 / 주혜리 역 - 미디어N서울 주차관리소 아르바이트생
- 이진욱 : 정현오 역 (아역 : 문우진) - 엘리트 아나운서
- 강훈 : 강주연 역 - 사랑이 낯선 모범생 아나운서
- 조혜주 : 백혜연 역 - 팔방미인 MZ 아나운서

### 주변 인물
- 강상준 : 문지온 역 (아역: 이시온)
- 이필라 : 문수정 역
- 전배수 : 김신중 역
- 윤주만 : 전재용 역
- 김동균 : 소친국 역 - 보도국장
- 김태린 : 심진화 역
- 오경화 : 김민영 역
- 장은아 : 은신영 역
- 서수민 : 은초롱 역
- 차희 : 양춘자 역
- 최수민 : 양미자 역
- 변중희 : 혜자 역

### 기타 인물
- 안소요 : 이승윤 역 - 정신건강의학과 의사, 은호의 상담의
- 유하복 : 주차 관리소 주임 역
- 김홍빈 : 조승화 역
- 진권 : 정찬우 역
- 지윤성 : 강세연 역 - 주연의 형
- 이준선 : 김택민 역
- 백진욱 : 최수현 역
- 박재홍 : 유오재 역
- 김나미 : 김미연 역
- 이정민 : 오유연 역
- 유하음 : 김 주임 역
- 미상 : 경찰 역
- 미상 : 도너츠 집 사장 아들 역

### 특별 출연
- 황수경 : 심은영 역
- 임철형 : 윤종현 역
- 반효정 : 은호와 혜리의 먼 친척 할머니 역
- 서재희 : 서미래 역
- 김시은 : 주혜리 역 - 은호의 잃어버린 친동생

## 시청률
최저 시청률과 최고 시청률은 시청률 조사회사와 지역별로 시청률에 차이가 있을 수 있습니다.
| 회차   | 방송일    | AGB 시청률     | AGB 시청률   |
| 회차   | 방송일    | 대한민국(전국) | 서울(수도권) |
| ------ | --------- | -------------- | ------------ |
| 제1회  | 9월 23일  | 2.024%         | 2.380%       |
| 제2회  | 9월 24일  | 2.163%         | 2.449%       |
| 제3회  | 9월 30일  | 2.154%         | 2.158%       |
| 제4회  | 10월 1일  | 2.390%         | 2.855%       |
| 제5회  | 10월 7일  | 2.848%         | 3.215%       |
| 제6회  | 10월 8일  | 3.493%         | 3.822%       |
| 제7회  | 10월 14일 | 3.099%         | 3.505%       |
| 제8회  | 10월 15일 | 3.499%         | 4.117%       |
| 제9회  | 10월 21일 | 3.303%         | 3.577%       |
| 제10회 | 10월 22일 | 3.582%         | 3.705%       |
| 제11회 | 10월 28일 | 2.709%         | 3.057%       |
| 제12회 | 10월 29일 | 3 348%         | 3.952%       |

## 수상 목록
- 2024년 제10회 에이판 스타 어워즈 남자 연기상 (전배수)

## 참고사항
- 강훈과 조혜주는 2023년에 방송된 SBS 월화드라마 꽃선비 열애사 이후로 1년만에 재회하는 작품이다.
- 극중 심은영 역을 맡았던 황수경은 데뷔한지 32년만에 생애 첫 드라마 데뷔작이기도 하다

## 같이 보기
- 대한민국의 텔레비전 드라마 목록 (ㄴ)
- 2024년 대한민국의 텔레비전 드라마 목록